# Karneval-Landesverband Mecklenburg-Vorpommern
Der Karneval Landesverband Mecklenburg-Vorpommern e.V. (kurz KLMV) mit Sitz in Sukow bei Schwerin ist der Dachverband von 87 Karnevalsvereinen in Mecklenburg-Vorpommern, in denen rund 7000 Karnevalisten aktiv sind (Stand: Januar 2020). Die im Mai 1990 in Rostock gegründete Organisation ist seit August 1990 Mitglied im Bund Deutscher Karneval und in der Närrischen Europäischen Gemeinschaft.
Zu den Aufgaben des Verbandes gehören die landesweite Interessenvertretung der Karnevalisten, die Förderung von Veranstaltungen wie zum Beispiel Landesmeisterschaften im karnevalistischen Tanzsport, die Prinzenpaargala mit Wahl des Landesprinzenpaares, das Männerballettturnier, der Jugendkunstpreis und das Landespräsidententreffen. Der ehemalige Ministerpräsident Erwin Sellering und der Oberbürgermeister der Stadt Neubrandenburg Silvio Witt sind prominente Ehrenmitglieder des KLMV.
Der seit 1930 bestehende Radener Carnevalsclub (RCC) in Lalendorf bei Güstrow gilt als ältester noch bestehender Karnevalsverein im Karneval-Landesverband und begeht in der Session 2019/2020 sein 90. Jubiläum.
Der KLMV richtete im September 2019 die 25. Hauptversammlung des Bund Deutscher Karneval e.V. in Neubrandenburg als gastgebender Landesverband aus. Mehr als 300 Delegierte und Gäste aus allen 35 Regional- und Landesverbänden des BDK (www.karnevaldeutschland.de) waren in der Vier Tore Stadt zu Gast.

## Spaßvogel des Nordens
Der KLMV verleiht alljährlich den Spaßvogelorden an „Bürger des Landes […], die karnevalistische Vereine in ihrer Brauchtumspflege unterstützen und damit die Kulturlandschaft in Mecklenburg-Vorpommern bereichern.“
Zum „Spaßvogel des Nordens“ ernannte der Verband bisher:
- Landwirtschafts- und Umweltminister Dr. Till Backhaus
- Leif Tennemann
- Meteorologe Stefan Kreibohm (2010)[6]
- Landtagspräsidentin Sylvia Bretschneider (2014)[7]
- Norbert Balow, Musiker, Dirigent und Produzent aus Marsow/Vellahn (2015)
- Alexander Stuth, Ostseewelle-Radiomoderator und DJ (2016)
- Silvio Witt, seit 2015 Oberbürgermeister der Stadt Neubrandenburg (2017)
- Günter Rhein, ehem. Bürgermeister der Stadt Waren (Müritz) (2018)
- Jörg Klingohr, alias Bauer Korl aus Golchen bei Sternberg (2019)
- Jutta Scherling, aktive Karnevalistin und Sängerin (2020)